# Yvon Douis
Yvon Douis (16. května 1935 Les Andelys – 28. ledna 2021 Nice) byl francouzský fotbalista, pravé křídlo.

## Fotbalová kariéra
Hrál za Lille OSC, Le Havre AC, AS Monaco FC a AS Cannes. Ve francouzské Ligue 1 nastoupil ve 379 utkáních a dal 141 gólů, ligu vyhrál s Lille OSC a AS Monaco FC, stejně tak i francouzský pohár. V Poháru mistrů evropských zemí nastoupil v 6 utkáních a dal 3 góly. Za reprezentaci Francie nastoupil v letech 1957-1965 ve 20 utkáních a dal 4 góly. Byl členem reprezentace Francie na Mistrovství světa ve fotbale 1958, kde Francie obsadila třetí místo, nastoupil ve 2 utkáních a dal 1 gól. Byl členem reprezentace Francie na Mistrovství Evropy ve fotbale 1960, kde Francie obsadila čtvrté místo, nastoupil v 1 utkání.

## Ligová bilance
| Ročník          | Zápasy | Góly | Klub         |
| --------------- | ------ | ---- | ------------ |
| Ligue 1 1953/54 | 25     | 8    | Lille OSC    |
| Ligue 1 1954/55 | 30     | 128  | Lille OSC    |
| Ligue 1 1955/56 | 22     | 7    | Lille OSC    |
| Ligue 2 1956/57 | 31     | 11   | Lille OSC    |
| Ligue 1 1957/58 | 30     | 13   | Lille OSC    |
| Ligue 1 1958/59 | 34     | 11   | Lille OSC    |
| Ligue 1 1959/60 | 35     | 11   | Le Havre AC  |
| Ligue 1 1960/61 | 36     | 17   | Le Havre AC  |
| Ligue 1 1961/62 | 21     | 12   | AS Monaco FC |
| Ligue 1 1962/63 | 36     | 14   | AS Monaco FC |
| Ligue 1 1963/64 | 29     | 12   | AS Monaco FC |
| Ligue 1 1964/65 | 25     | 10   | AS Monaco FC |
| Ligue 1 1965/66 | 28     | 11   | AS Monaco FC |
| Ligue 1 1966/67 | 28     | 3    | AS Monaco FC |
| Ligue 2 1967/68 | 31     | 10   | AS Cannes    |
| Ligue 2 1968/69 | 30     | 11   | AS Cannes    |
| Ligue 2 1969/70 | 20     | 5    | AS Cannes    |
| CELKEM Ligue 1  | 379    | 141  |              |

## Trenérská kariéra
V sezóně 1971/72 trénoval OGC Nice.